# Нариманян, Михаил Захарович
Михаил Захарович Нариманян (арм. Միքայել Զախարի Նարիմանյան) (род. 4 августа 1952, Ереван) ― советский и  армянский врач, организатор здравоохранения, ректор Ереванского государственного медицинского университета имени Мхитара Гераци (2012-2016). Доктор медицинских наук (2000), профессор (2001). Заведующий кафедрой семейной медицины Ереванского государственного медицинского университета имени Мхитара Гераци (2017).

## Биография
Родился 4 августа 1952 года в Ереване, Армянская ССР, СССР.
В 1969 году окончил среднюю школу № 8 имени А. Пушкина, в том же году поступил в Ереванский государственный медицинский институт, диплом с отличием получил в 1975 году. Через год поступил в аспирантуру Первого Московского государственного медицинского института. В 1979 году защитил кандидатскую диссертацию.
С 1979 по 1981 год работал младшим научным сотрудником научно-исследовательской лаборатории кафедры MSS-терапии Ереванского государственного медицинского института им. Мхитара Гераци. В 1981 году стал старшим научным сотрудником той же кафедры.
С 1988 года работал ассистентом кафедры терапии № 3 ЕГМИ. С 1993 года преподает доцентом кафедры терапии № 3 ЕГМИ. В 1997 году назначен заведующим кафедрой семейной медицины Ереванского государственного медицинского университета, работал в этой должности до 2011 года.
В 2000 году защитил докторскую диссертацию на соискание учёной степени доктора медицинских наук.  Через год ему присвоено учёное звание профессора.
С 2003 по 2004 год был Главным терапевтом Министерства здравоохранения Армении. В 2004 году назначен проректором по послевузовскому образованию Ереванского государственного медицинского университета, с 2006 по 2011 год был проректором по реформе и интеграции.
В 2012 году избран ректором Ереванского государственного медицинского института им. Мхитара Гераци, работал на этом посту до 2017 года. С 2017 года по настоящее время ― заведующий кафедрой семейной медицины ЕГМУ.
В 1997-2010 годах проходил стажировку в Эстонии, Норвегии, Великобритании и Чехии. Является автором более 60 научных статей, соавтором и редактором 5 клинических руководств.

## Общественная деятельность
- С 2006 г. ― сопредседатель организации «Академическая ассоциация семейной медицины».
- С 2008 г. ― президент «Ассоциации армянских терапевтов».

## Награды и звания
- Золотая медаль Ереванского государственного медицинского университета имени Мхитара Гераци (2000, 2010)
- Грамота министра здравоохранения Армении (2001)
- Грамота Премьер-министра Армении (2010)
- Медаль Маршала Баграмяна, Министерство обороны Армении (2014)
- Медаль «Драстамат Канаян»,  Министерство обороны Армении (2015)
- Грамота министра образования и науки Армении (2015)